# Le Monastère
Le Monastère é uma comuna francesa na região administrativa de Occitânia, no departamento de Aveyron. Estende-se por uma área de 6,73 km². Em 2010 a comuna tinha 2 352 habitantes (densidade: 349,5 hab./km²).